# Lasius turcicus
Lasius turcicus är en myrart som beskrevs av Santschi 1921. Lasius turcicus ingår i släktet Lasius och familjen myror. Inga underarter finns listade i Catalogue of Life.